# Wonder Boy in Monster Land
Wonder Boy in Monster Land est un jeu vidéo d'action et de plates-formes sorti en 1987 en Arcade puis sur diverses machines de l'époque  et fonctionne sur Amiga, Amstrad CPC, Atari ST, Commodore 64, Master System et ZX Spectrum. Le jeu a été développé par Westone Co. Ltd. et édité par Sega en Arcade et sur Master System, par Hudson Soft Company, Ltd. sur PC Engine et par Activision sur les ordinateurs. Il fait partie de la série des Wonder Boy.

## Système de jeu
Sur Master System, le personnage principal évolue dans un jeu de plates-formes/aventure au timing serré. Tout au long de sa quête, il peut acheter divers objets qui le rendront plus performant. Ainsi, les sauts, d'abord laborieux, deviennent fluides grâce à l'achat de chaussures de bonne qualité...